# Scacciamosche
Uno scacciamosche (o cacciamosche) è uno strumento utilizzato per cacciare via o uccidere mosche o altri insetti.

## Storia
Un primo brevetto su uno scacciamosche commerciale fu rilasciato nel 1900 a Robert R. Montgomery, che lo definì un "ammazza-mosche". Montgomery vendette il suo brevetto a John L. Bennett, un ricco inventore e industriale, che apportò ulteriori miglioramenti al design.
L'origine del nome "scacciamosche" deriva dal dottor Samuel Crumbine, membro del consiglio sanitario del Kansas, che voleva sensibilizzare l'opinione pubblica sui problemi di salute causati dalle mosche. È stato ispirato da un canto durante una partita di softball locale di Topeka: "swat the ball". In risposta, un insegnante di nome Frank H. Rose creò il "pipistrello volante", un dispositivo costituito da una stecca attaccata a un pezzo di schermo, che Crumbine chiamò "scacciamosche".

## Tipi

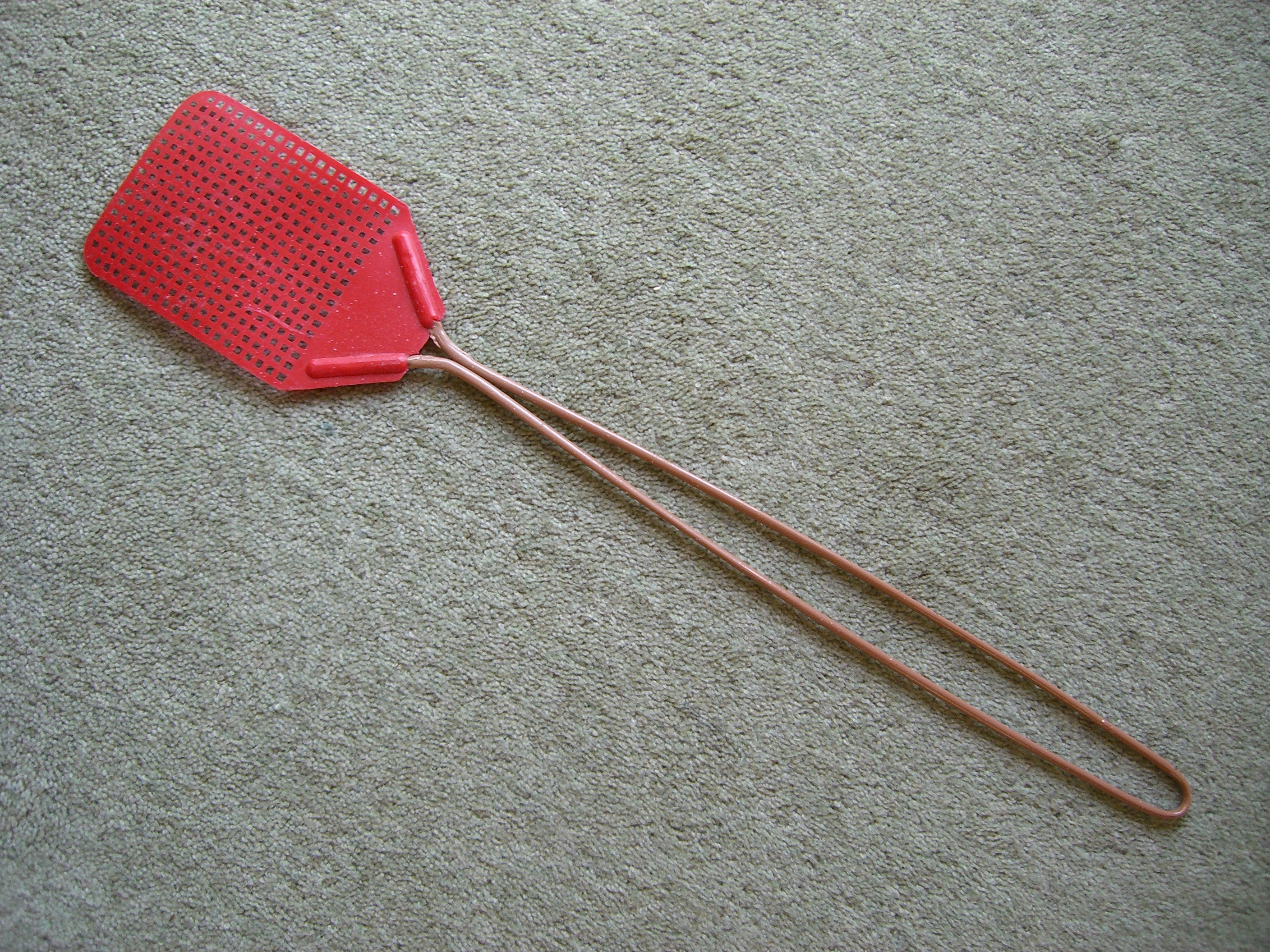
Esempio di un comune scacciamosche dalla forma "a paletta"

Una delle forme più comuni e semplici di scacciamosche è simile per forma ad una paletta, e consiste in un piccolo foglio rettangolare o rotondo di materiale leggero, flessibile e ventilato (solitamente una sottile rete metallica, di gomma o di plastica) di circa 10 cm di diametro, attaccato a un manico lungo circa 30-60 cm realizzato in materiale leggero come fil di ferro, legno o plastica. I fori sulla superficie del foglio riducono al minimo l'interruzione delle correnti d'aria, che verrebbero altrimenti rilevate dall'insetto consentendone la fuga, e riducono anche la resistenza dell'aria, rendendo più facile colpire un bersaglio in rapido movimento.
Uno scacciamosche è idealmente leggero e rigido, consentendo una rapida accelerazione per superare il rapido tempo di reazione della mosca (da sei a dieci volte più veloce di un essere umano), riducendo al minimo i danni causati dall'impatto con altri oggetti.
Funziona schiacciando meccanicamente la mosca contro una superficie dura, dopo che l'utente ha aspettato che la mosca vi atterri sopra. In alternativa è possibile ferire o stordire l'insetto in volo muovendo molto velocemente lo scacciamosche in aria contro l'insetto.
In lingua friulana, tale strumento è indicato come "palete da moscjis", letteralmente "paletta per le mosche".

### Frusta per mosche

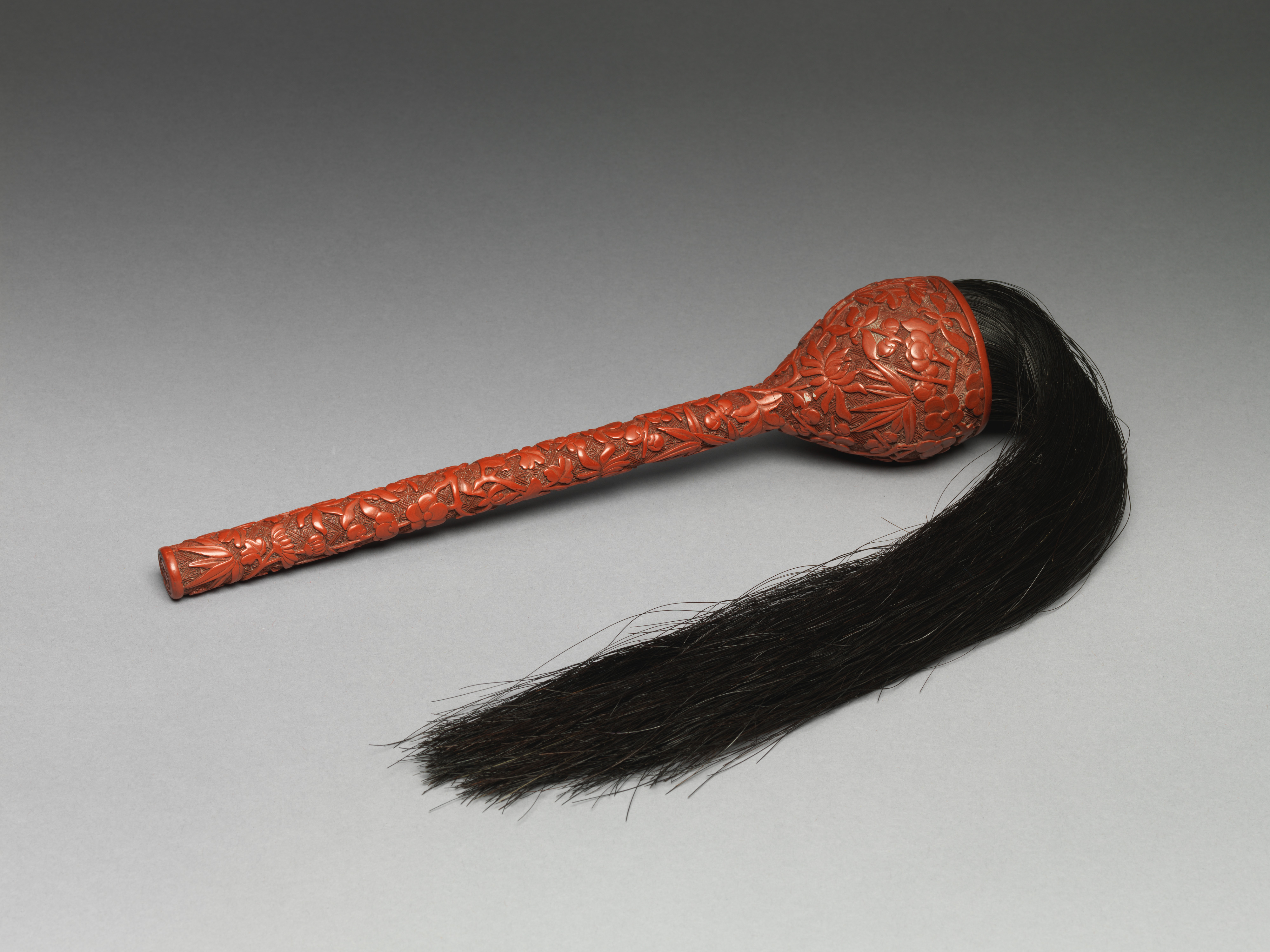
Fuzi (particolare tipo di scacciamosche) della dinastia Ming (1368 - 1644), decorato con stemmi raffiguranti i fiori delle quattro stagioni, conservato al Metropolitan Museum of Art.

Una frusta per mosche è un particolare scacciamosche dalla forma simile ad una frusta.
Nell'Egitto odierno è normalmente costruita con un manico di legno e la parte "frustante" in fibre vegetali o, nei modelli più costosi, in crini di cavallo. Nelle parti orientali del subcontinente indiano è ricavato dai peli della coda dello yak. Gli Yakut della Siberia usano una frusta chiamata "deybiir" fatta di coda di cavallo sia per scacciare le zanzare sia come strumento sacro per i rituali sciamanici.
Nell'arte indonesiana, una frusta per mosche è uno degli oggetti associati a Shiva. Una frusta per mosche è spesso vista come un attributo delle divinità indù, giainiste, taoiste e buddiste. È visibile in alcune configurazioni dell'Ashtamangala, impiegata in alcune tradizioni della murti puja, in particolare nel Visnuismo gaudiya. Viene anche utilizzata come accessorio negli aspetti rituali delle tradizioni degli spettacoli popolari, in particolare nelle forme di teatro popolare come Pala Gaan, dove può fungere anche da oggetto di scena.
Compare frequentemente nei tradizionali regali dei monarchi e della nobiltà in molte parti del continente africano. Le fruste per mosche, chiamate "ìrùkẹ̀rẹ̀" in yoruba, erano usate dai monarchi e dai capi yoruba come simbolo di potere e rispetto. Questo uso è stato talvolta portato avanti in contesti moderni: il leader keniota Jomo Kenyatta portava una frusta per mosche come segno di autorità nella società Masai, così come il leader malawiano Hastings Banda.
La frusta per mosche è uno dei simboli tradizionali della gerarchia monastica buddista in Cina e Giappone, insieme al khakkhara, allo scettro gioiello e alla ciotola per l'elemosina. La frusta nel Buddismo rappresenta la simbolica "spazzatura" dell'ignoranza e delle afflizioni mentali. La frusta daoista è fatta di radice e spago di smilax per il manico, e i peli sono fatti di fibra di palma.
La frusta per mosche cinese è utilizzata anche in molte arti marziali cinesi come Shaolin Kung Fu e Wudangquan, ciascuna corrispondente alla propria rispettiva filosofia religiosa.
Una frusta per mosche, costituita dai peli della coda di un elefante bianco, fa parte delle insegne reali della Thailandia. Le fruste antimosche venivano usate anche nella cultura polinesiana come segno cerimoniale di autorità.

### Scacciamosche elettrico

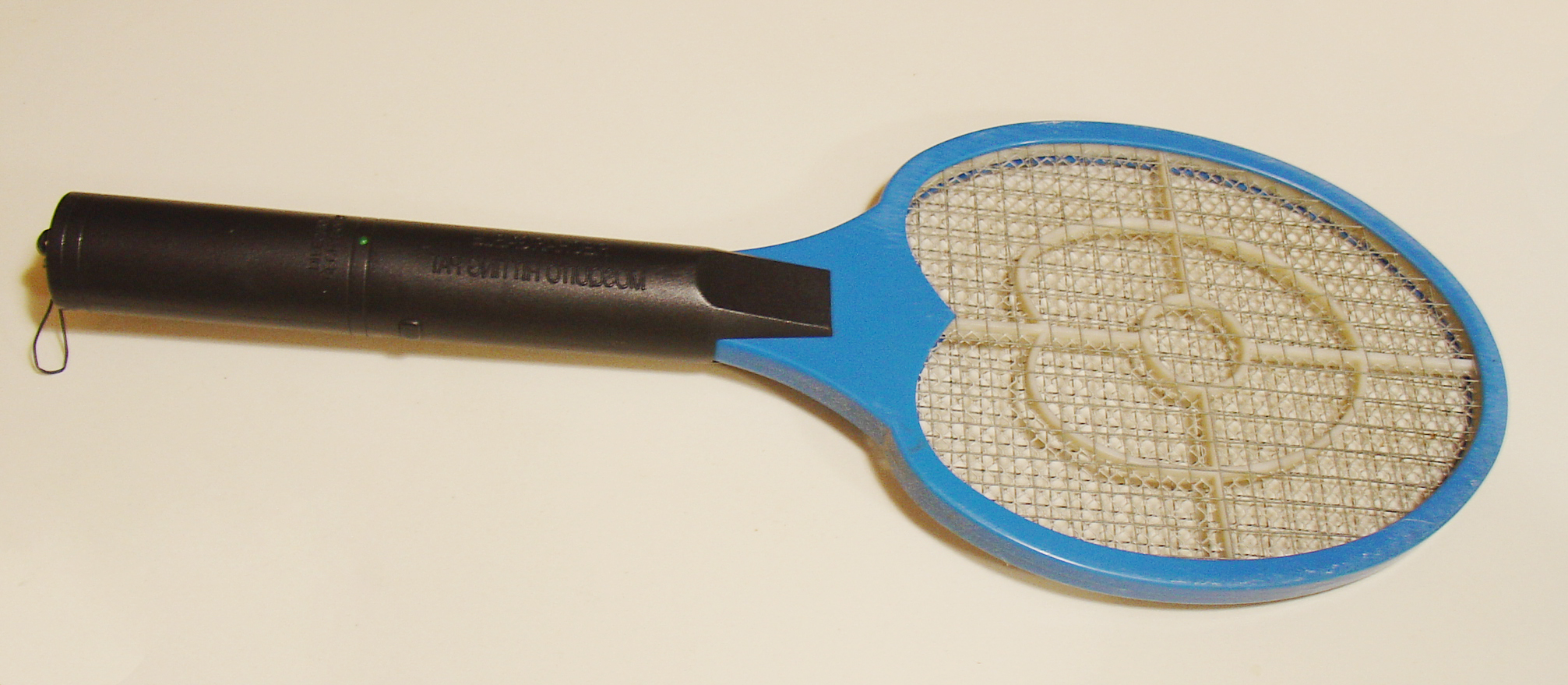
Esempio di scacciamosche elettrico (racchetta antizanzare).

Un esempio di comune schiacciamosche elettrico è la cosiddetta "racchetta antizanzare", che è un dispositivo simile alla zanzariera elettrica nel funzionamento, con la differenza che, anziché attirare le zanzare o altri insetti per mezzo di una luce, si colpiscono muovendo la racchetta verso gli insetti, che sono fulminati al contatto dei fili elettrici che ricoprono la superficie della racchetta.
Altri tipi di scacciamosche elettrici somigliano invece nella forma a un ventilatore a soffitto.